# Nowa Kamionka (powiat suwalski)
Nowa Kamionka – wieś w Polsce położona w województwie podlaskim, w powiecie suwalskim, w gminie Bakałarzewo.
Nowa Kamionka wykształciła się ze Starej Kamionki. Istniała już w latach trzydziestych XX wieku. Około 1935 roku funkcjonował tu oddział Związku Strzeleckiego. Jan Cimochowski pełnił funkcję wójta gminy Wólka z siedzibą w Bakałarzewie. Przedwojenna wieś posiadała własną szkołę. U schyłku lat trzydziestych XX wieku kierownikiem szkoły był Kazimierz Bogusławski, który jako oficer walczył w obronie Polski w 1939 roku. Rosjanie zamordowali go w 1940 roku pod Charkowem lub Kijowem. Posiada Dąb Pamięci przy boisku Orlik w Bakałarzewie.
W latach 1954–1959 wieś należała i była siedzibą władz gromady Kamionka Nowa, po jej zniesieniu w gromadzie Wychodne. W latach 1975–1998 miejscowość należała administracyjnie do województwa suwalskiego.